# 建構
建構主要應用在文化研究、社會科學和文學批評的分析上。
建構是一個借用自建築學的詞語，原指建築起一種構造。
在文化研究、社會科學和文學批評上的使用，建構是指在已有的文本上，建築起一個分析、閱讀系統，使人們可以運用一個解析的脈絡，去拆解那些文本中背後的因由和意識形態。
因此，建構既不是無中生有的虛構，亦不是閱讀文本的唯一定案，而是一種從文本間找到的系統。
與建構相對的是解構，解構着重在對各文本間的剖析、閱讀，建構着重在系統的建立。

## 其他主題
- 解構
- 結構主義
- 後結構主義